# Tjololo
Tjololo foi um leopardo macho que viveu na Reserva de caça Mala Mala na Província de Mpumalanga na África do Sul. Ele foi o tema do filme documentário do  National Geographic Stalking Leopards.
Ele foi descoberto por um fotógrafo da vida selvagem e cineasta Kim Wolhuter em 1999 como um macho de seis anos, procurando estabelecer um território. Seu nome Tjololo é uma fusão de palavras das línguas  Swazi e Shangaan, o que significa "aquele que está sozinho.”
Ele era menor do que a maioria dos homens na reserva, mas ainda assim conseguiu tomar o controle de um vasto território que abrange quase toda a Mala Mala. Teve conflitos com os machos maiores, mas emergiu vitorioso em praticamente todos os confrontos. Ele também foi destaque na capa da National Geographic Magazine em Outubro de 2001 e apareceu em outros documentários por Kim Wolhuter. Em outubro de 2007 ele foi encontrado ferido por guardas na Mala Mala, onde foi cedado a fim de ser tratado por veterinários no Parque Nacional Kruger. Como o procedimento se aproximava do fim, o antídoto foi administrado e Tjololo fez seu último suspiro e não se mexeu novamente. Ele tinha 14 anos.